# Охрана (программирование)
Охра́на (охраня́ющее выраже́ние, охранное выражение) — логическое выражение, которое предназначено для ограничения вычислительных процессов и выбора варианта вычислений. Обычно используется в функциональных языках программирования (например, Haskell, Erlang).

## Примеры охраняющих выражений
Все последующие охраняющие выражения приведены на функциональном языке Haskell, в котором эта технология используется очень часто. Все такие выражения выделены в кодах полужирным начертанием.

### Пример 1 —Списковое включение
Функция divisors возвращает список делителей заданного числа n. Во второй строке определения показана охрана, которая ограничивает выбор элемента списка делителей x только таким значением, которое делит исходный параметр n без остатка.
```
divisors n = [x | x <- [1..(n - 1)],
                  
n `mod` x == 0
]
```

### Пример 2 — Охрана в теле функции
Функция sign возвращает знак заданного числа x. Охраняющие выражения записаны после символов (|). Они позволяют выбрать ту или иную альтернативу при вычислении знака числа. Такой способ охранения часто используется вместо механизма сопоставления с образцом, когда в функции нет возможности явно описать образец (например, в случае, если функция является обобщённой прикладной функцией для обработки значений некоторого типа, являющегося экземпляром какого-либо класса).
```
sign x | 
x < 0
  = -1
       | 
x == 0
 = 0
       | 
x > 0
  = 1
```

Оформление в виде охраны позволяет в случае недопустимого выражения для сопоставления перейти к следующему. В случае, если предыдущий пример будет оформлен как оператор сопоставления с образцом, то при x = 0 первое сопоставление (x < 0) вызовет ошибку, обработчик которой прекратит дальнейшие попытки на сопоставление. Кроме того, для случая неистинности всех выражений, удобно отлавливать такие ситуации установкой непосредственного значения истинности True. Для удобочитаемости, в стандартной библиотеке Prelude имеется константа otherwise, что внешне ещё более напоминает переключатель в алгоритмических языках.